# Гейзервілл (Каліфорнія)
Гейзервілл (англ. Geyserville) — переписна місцевість (CDP) в США, в окрузі Сонома штату Каліфорнія. Населення — 861 особа (2020).

## Географія
Гейзервілл розташований за координатами 38°43′2″ пн. ш. 122°54′13″ зх. д. / 38.71722° пн. ш. 122.90361° зх. д. (38.717192, -122.903510).  За даними Бюро перепису населення США в 2010 році переписна місцевість мала площу 11,88 км², уся площа — суходіл.

## Демографія
Згідно з переписом 2010 року, у переписній місцевості мешкали 862 особи в 298 домогосподарствах у складі 217 родин. Густота населення становила 73 особи/км².  Було 325 помешкань (27/км²).
Расовий склад населення:
| - 70,6 % — білих - 1,6 % — азіатів - 0,8 % — корінних американців - 0,6 % — чорних або афроамериканців - 22,3 % — осіб інших рас |

До двох чи більше рас належало 4,1 %. Частка іспаномовних становила 38,1 % від усіх жителів.
За віковим діапазоном населення розподілялося таким чином: 23,3 % — особи молодші 18 років, 67,0 % — особи у віці 18—64 років, 9,7 % — особи у віці 65 років та старші. Медіана віку мешканця становила 39,9 року. На 100 осіб жіночої статі у переписній місцевості припадало 116,0 чоловіків;  на 100 жінок у віці від 18 років та старших — 122,6 чоловіків також старших 18 років.
Середній дохід на одне домашнє господарство  становив 68 864 долари США (медіана — 50 962), а середній дохід на одну сім'ю — 66 860 доларів (медіана — 55 476). Медіана доходів становила 35 729 доларів для чоловіків та 40 729 доларів для жінок. За межею бідності перебувало 15,0 % осіб, у тому числі 16,0 % дітей у віці до 18 років та 0,0 % осіб у віці 65 років та старших.
Цивільне працевлаштоване населення становило 495 осіб. Основні галузі зайнятості: сільське господарство, лісництво, риболовля — 26,5 %, освіта, охорона здоров'я та соціальна допомога — 15,8 %, мистецтво, розваги та відпочинок — 13,3 %.